# Paweł Trześniowski
Paweł Trześniowski – polski dziennikarz i scenarzysta.

## Życiorys
Ukończył Pedagogikę na WSP w Rzeszowie oraz podyplomowe studia dziennikarskie na Uniwersytecie Warszawskim. Swoją drogę zawodową zaczynał od małych form w rzeszowskich dziennikach „Nowiny” i „Super Nowości”. W Warszawie jego teksty publicystyczne, wywiady oraz recenzje muzyczne ukazywały się w takich tytułach jak Newsweek, Sukces, Pani, Uroda, Glamour, XL, i Antena. W latach 1999–2001 tworzył dział Rozrywka/Film w portalu wp.pl. Rok później jako executive producer pracował przy drugiej edycji „Big Brother”. Jest pomysłodawcą wykorzystania polskich piosenek w serialu „Magda M.” oraz współautorem książki „Świat Magdy M.” o kulisach serialu. W 2009 roku wraz z Anitą Nawrocką napisał scenariusz do kinowego hitu „Miłość na wybiegu” /ponad 500 tys. widzów/. A rok później zaczął pisać scenariusze do seriali. Ma na swoim koncie takie telewizyjne przeboje jak.: „Apetyt na życie”, „Szpilki na Giewoncie”, „Rezydencja”, „Hotel 52”, „2XL”. Aktualnie pracuje nad scenariuszem serialu „Mecenas Porada” dla TV Polsat.

## Seriale – scenariusz
- 2023 „Rafi” (serial Polsat)
- 2022 „Mecenas Porada” (serial Polsat)
- 2015 „Wesołowska i Mediatorzy” (serial TVN)
- 2013 „2XL” (serial POLSAT)
- 2012 „Hotel 52" (sezon 6 – serial POLSAT)
- 2011 „Rezydencja” (serial TVP 1)
- 2010 „Szpilki na Giewoncie” – I seria (serial POLSAT)
- 2010 „Apetyt na życie” (serial TVP 2)

## Film – scenariusz
- 2009 „Miłość na wybiegu” (film fabularny)

## Książka
- 2006 „Świat Magdy M.” (Wydawnictwo W.A.B.)